# Виленский, Эзра Самойлович
Эзра Самойлович Виленский (27 марта 1902, Екатеринослав ― 1944, Москва) ― советский писатель, фронтовой корреспондент, политработник.

## Биография
Эзра Виленский родился 27 марта (по старому стилю) 1902 года в Екатеринославе (ныне Днепр) в семье уваровического мещанина Могилёвской губернии Шмуйла-Гершена Бенёминовича Виленского, архитектора, и Песи Виленской. С семнадцати лет начал работать, выучил французский и немецкий языки. В 1924 году перебрался из Украины в Москву, где начал писать для газеты «Труд», «Кино», а с 1934 года ― в газете «Известия». Также выступал на всесоюзном радио. Параллельно окончил три курса Московского архитектурного института. Участвовал в Первой высокоширотной экспедиции на ледокольном пароходе «Садко» (1935), в высадке на Северном полюсе первой дрейфующей станции «СП-1» под руководством И. Д. Папанина (май 1937), а также в снятии членов его команды со льда (февраль 1938).
За участие в арктических операциях Виленский был награждён орденами Трудового Красного Знамени и «Знак Почёта».
22 июня 1941 года, будучи в командировке в Кишинёве, Виленский добровольно вступил в ряды Красной армии. В звании старшего батальонного комиссара участвовал в обороне Одессы. Умер от тяжёлой болезни во время операции в 1944 году в Москве.
Был автором многочисленных публикаций в различных газетах и журналах. До войны вышли 3 его книги: «Высокие широты» (в соавторстве с корреспондентом «Комсомольской правды» М. Б. Черненко), «Шестнадцать дней на полюсе» и «Возвращение папанинцев». Посмертно был опубликован очерк Виленского «Неизвестный моряк».

## Семья
Сын — Марк Эзрович Виленский (1926—1996), журналист, писатель-юморист, переводчик.

## Книги
- Виленский Э. С. Сын Белоруссии. — Киров: Кировское областное издательство, 1943. — 36 с.
- Подвиг, достойный Сталинской эпохи: Фотосерия. Фото: Героев Советского Союза И. Папанина, Э. Кренкеля, П. Ширшова и Е. Фёдорова, спецкоров Союзфото на «Таймыре» и «Ермаке» орденоносцев Я. Халипа и С. Лоскутова, спецкора «Известий» орденоносца Э. Виленского, кинооператора орденоносца М. Трояновского и др. Оформление художников А. Родченко и В. Степановой. Составил В. Казулин. — М.: Союзфото — Фотохудожник, 1938. 1 л. тит., 41 л. с фотомонтажами. 30 х 20 см. Тираж 3000 экз.